# Montfaucon (Jura)
Pour les articles homonymes, voir Montfaucon.
Montfaucon est une commune suisse du canton du Jura.

## Géographie

Photo aérienne (1955)

Le territoire de Montfaucon s'étend sur 18,24 km2. Lors du relevé de 2013-2018, les surfaces d'habitations et d'infrastructures représentaient 4,4 % de sa superficie, les surfaces agricoles 65,3 %, les surfaces boisées 30,0 % et les surfaces improductives 0,4 %.

## Histoire
Au Moyen Âge, tous les habitants du haut-plateau des Franches-Montagnes étaient rattachés à la « paroisse-mère » de Montfaucon. Une bulle d'Innocent II de 1139 confirmant les possessions du chapitre de Saint-Ursanne mentionne les paroisses de Montfaucon, Epauvillers, Chercenay (Soubey) et Planei (Saint-Brais). Goumois est citée en 1177. L'aspiration des autres communautés francs-montagnardes à l'autonomie entraîna la fondation de nouvelles paroisses au Noirmont (1596), aux Bois (1619), à Saignelégier (1629), aux Breuleux (1661) et aux Pommerats (1783).
De 1793 à 1815, Montfaucon a fait partie de la France, au sein du département du Mont-Terrible, puis, à partir de 1800, du département du Haut-Rhin, auquel le département du Mont-Terrible fut rattaché. Par décision du Congrès de Vienne (1815), le territoire de la principauté épiscopale de Bâle est attribué au canton de Berne, en 1815. Depuis le 1er janvier 1979, Montfaucon fait partie du canton du Jura. La commune de Montfavergier est rattaché à la commune de Montfaucon depuis le 1er janvier 2009.

## Démographie

### Évolution de la population
Montfaucon compte 551 habitants au 31 décembre 2022 pour une densité de population de 30 hab/km2. Sur la période 2010-2019, sa population a diminué de −1,9 % (canton : 5,1 % ; Suisse : 9,4 %).  

### Pyramide des âges
En 2020, le taux de personnes de moins de 30 ans s'élève à 29,2 %, au-dessous de la valeur cantonale (33 %). Le taux de personnes de plus de 60 ans est quant à lui de 31 %, alors qu'il est de 28,1 % au niveau cantonal.
La même année, la commune compte 304 hommes pour 268 femmes, soit un taux de 53,1 % d'hommes, supérieur à celui du canton (49,5 %).
| Hommes | Classe d’âge | Femmes |
| ------ | ------------ | ------ |
| 0,7    | 90 ans ou +  | 0,4    |
| 7,2    | 75 à 89 ans  | 10,8   |
| 22,0   | 60 à 74 ans  | 20,9   |
| 20,7   | 45 à 59 ans  | 23,5   |
| 17,8   | 30 à 44 ans  | 17,5   |
| 17,1   | 15 à 29 ans  | 16,0   |
| 14,5   | - de 14 ans  | 10,8   |

| Hommes | Classe d’âge | Femmes |
| ------ | ------------ | ------ |
| 0,7    | 90 ans ou +  | 1,7    |
| 7,8    | 75 à 89 ans  | 10,1   |
| 17,7   | 60 à 74 ans  | 18,1   |
| 21,1   | 45 à 59 ans  | 21,4   |
| 18,1   | 30 à 44 ans  | 17,3   |
| 18,9   | 15 à 29 ans  | 16,9   |
| 15,7   | - de 14 ans  | 14,5   |

## Patrimoine bâti
- L'église Saint-Jean-Baptiste a été construite par l'architecte Frésard en 1831 et consacrée en 1864 seulement. L'ensemble a été restauré en 1998. Le bâtiment est un grand édifice néo-classique à une nef avec un clocher-porche carré à dôme comtois. À l'intérieur, décors en stuc, maître-autel d'origine en forme de sarcophage, buffet d'orgue par les frères Wetzel, Strasbourg[6],[7],[8].
- Cure, 1768[6].
- Hôtel du Lion d'Or, milieu XIXe siècle[6].
- Hôtel de la Pomme d'Or, 1845[6].
- Ancienne école, 1847[6].
- Hôtel de la Poste, 1773[7].
- Ancienne usine Alphonse Miserez & Cie, 1955, par Louis Pizzera, de Neuchâtel[7].

## Village de vacances
- Village de vacances REKA, 33 maisons individuelles établies en 1966 par la Caisse suisse de voyage, entièrement rénovées en 2012[9].